# Nationalpark Nam Tok Phlio
Der Nationalpark Nam Tok Phlio (Thai: อุทยานแห่งชาติ น้ำตกพลิ้ว) ist ein Nationalpark in der Provinz (Changwat) Chanthaburi, Ost-Thailand. Er ist benannt nach dem Wasserfall Phlio (พลิ้ว), was so viel wie „geschmeidige Bewegung“ ausdrückt.

## Geschichte
Der Park wurde am 2. Mai 1975 im Gebiet des Wasserfalls eingerichtet und hieß zunächst Nationalpark Khao Sa Bap. Am 29. September 1982 benannte man ihn schließlich in Nationalpark Nam Tok Phlio um.
Zwischen 1966 und 1991 war der heutige Nationalpark ein Waldschutzgebiet.
Der Nationalpark Ob Luang wurde 1991 als 68. Nationalpark in Thailand eröffnet. 

## Lage
Der Park liegt auf dem Gebiet mehrerer Landkreise (Amphoe): Mueang Chanthaburi, Laem Sing, Khlung und Makham. Der Wasserfall liegt etwa 14 km vom Stadtgebiet Chanthaburi entfernt. 
Ausgebaute Straßen machen den Besuch des Nationalparks einfach. Minibusse verkehren täglich zwischen Chanthaburi und dem Parkgelände.
Tambon Phlio, Amphoe Laem Sing, Provinz Chanthaburi 22190

## Topographie
Der Nam-Tok-Phlio-Nationalpark ist etwa 134,5 km² groß. Er beheimatet große Waldgebiete und bergiges Gelände mit einigen Quellen von Flüssen, so zum Beispiel Khlong Phlio, Khlong Narai, Khlong Troknong und Khlong Makok. 
Die Höhenzüge steigen zwischen 300 und 924 Meter ü. NN auf. Im Süden ist das Gelände weniger steil und geht in eine Hochebene über.
Die höchste Erhebung ist der Berg Krok mit 924 Metern.

## Klima
Das Klima ist tropisch-monsunal und durch die Höhenlage etwas gemäßigter als in den Tiefebenen des Landes. Zwischen dem Februar und April ist es aber durchgehend heiß. Die Regenzeit beginnt typischerweise im Mai und dauert bis zum Oktober mit durchschnittlichen Regenfällen von etwa 3.000 Millimeter pro Jahr. Zwischen November und Februar ist es angenehm kühl bei etwa 23 °C. 

## Flora und Fauna
Das Waldgebiet beheimatet hauptsächlich tropischen Regenwald mit einer reichen Anzahl einheimischer Baumarten, wie Aphanamixis polystachya, Aquilaria crassna, Scaphium scaphigerum, Sandoricum koetjape, Irvingia malayana, Cotylelobium lanceolatum, Alstonia scholaris und Dallbergia oliveri.
Infolge der zahlreichen Quellen finden sich auch viele wilde Tierarten: 
- Unter den Säugetieren sind der Muntjak, Arten aus der Gattung Bären, Tiger, Makaken, Languren und Gibbons, Hörnchen und Mungos.
- Unter den rund 90 einheimische Vogelarten sind Nashornvögel-Arten und die Königstaube.

## Sehenswertes

### Phlio-Wasserfall
Der Phlio-Wasserfall (Thai: น้ำตกพลิ้ว) fließt ganzjährig und weist ein hohes Wasservolumen auf. Der kleine See am Fuß des Wasserfalls zeigt glasklares Wasser, so dass man bis auf den etwa zwei Meter tiefen Grund sehen kann. Hier leben auch viele Fischarten.

### Stupa und Chedi
Der „Alongkon Chedi“ (Thei: อลงกรณ์เจดีย์), ein Chedi nahe dem Phlio-Wasserfall, wurde von König Chulalongkorn (Rama V.) 1876 gestiftet. Er ist der im gleichen Jahr verstorbenen Königin Sunandha Kumariratana gewidmet, die den Phlio-Wasserfall im Jahr 1874 besucht und sich in die schöne Gegend verliebt hatte.
1881 ließ König Chulalongkorn noch zusätzlich eine Stupa, die „Phra Nang Ruea Lom Stupa“ (Thai: สถูปพระนางเรือล่ม), errichten. Sie enthält die sterblichen Überreste der Königin.

### Weitere Wasserfälle
Auf dem Gebiet des Nationalparks befinden sich noch weitere sehenswerte Wasserfälle, so 
- Nam Tok Khlong Narai (Thai: น้ำตกคลองนารายณ์)
- Nam Tok Trok Nong (Thai: น้ำตกตรอกนอง)
- Nam Tok Ma Kok (Thai: น้ำตกมะกอก)